# Западноестонски архипелаг
Западностонски архипелаг (ест. Lääne-Eesti saarestik) или Монсундска острва група је од преко 500 острва смештених у западном делу естонске акваторије Балтичког мора. Архипелаг раздваја Ришки залив на југу од остатка акваторије Балтичког мора. Од континенталног дела Естоније на истоку острва су одвојена плитким и уским мореузом Вајнамери, док га на југу од Курландског полуострва (Летонија) одваја Ирбов мореуз.
Укупна површина свих острва је око 3.933 км². Острва су доста ниска са јако разуђеним обалама, а највиша тачка је кота Торнимаги на Хијуми са надморском висином од 68 метара.
Највећа острва архипелага су Сарема, Хијума, Муху, Вормси, Абрука и Вилсанди. На свим острвима живи око 46.000 становника. Административно острва припадају окрузима Сарема, Хијума и Ланема. Највећи градови су Куресаре и Кардла.